# Longformacus
Longformacus ist eine Ortschaft in der schottischen Council Area Scottish Borders beziehungsweise in der traditionellen Grafschaft Berwickshire. Sie liegt jeweils rund neun Kilometer nördlich von Greenlaw und nordwestlich von Duns am Dye Water. Auf einer Höhe von rund 210 m liegt Longformacus an den östlichen Hängen der Lammermuir Hills. Westlich von Longformacus mündet das Watch Water in das Dye Water.

## Geschichte
Bereits im 13. Jahrhundert ist ein Kirchengebäude am Standort verzeichnet. Die heutige Longformacus Church stammt aus den 1730er Jahren. Die ehemalige Baronie Longformacus zählte einst zu den Besitztümern der Earls of Moray und später der Earls of Dunbar. Vermutlich in der Mitte des 16. Jahrhunderts entstand nordwestlich von Longformacus das Tower House Cranshaws Castle. In der zweiten Hälfte desselben Jahrhunderts folgte ein weiteres Tower House in der Ortschaft selbst. Robert Sinclair, 3. Baronet ließ im frühen 18. Jahrhundert das Herrenhaus Longformacus House am Ostrand von Longformacus erbauen.

## Verkehr
In einer dünnbesiedelten Region am Rande der Lammermuir Hills gelegen, ist Longformacus nur über eine unklassifizierte Straße an das Straßennetz angebunden. Bei Duns sind die A6105 sowie die A6112 zugänglich. Longformacus ist an dem Fernwanderweg Southern Upland Way zwischen Portpatrick und Cockburnspath gelegen.